# Land Rover
A Land Rover é uma marca de jipes de luxo inglesa, propriedade da Jaguar Land Rover, um fabricante de automotivas multinacionais com sede em Coventry, Inglaterra, subsidiária do fabricante indiano Tata Motors desde 2008.
No Brasil existem cerca de 35 concessionárias autorizadas desde 1992 quando a marca retornou ao país, sendo a Land Rio, do Rio de Janeiro a mais antiga ainda presente no país. É também o nome pelo qual é normalmente conhecido o primeiro veículo todo-terreno para uso civil, construído pela Rover em 1948. Mais tarde, a divisão Land Rover ganhou autonomia e desde então tem vindo a desenhar e a construir uma vasta gama de veículos todo-terreno. A Land Rover tem sido, durante a sua história, controlada por diversas empresas do ramo automóvel, nomeadamente a British Leyland, British Aerospace, a alemã BMW, e a estadunidense Ford e, a partir de Março de 2008, pela indiana Tata Motors, que comprou a Land Rover da Ford. Os veículos continuam a ser fabricados em Solihull, Inglaterra (perto de Birmingham) Inglaterra (perto de Liverpool) e são exportados para todo o mundo.

## História
O projeto do veículo Land Rover original foi iniciado em 1947 por Maurice Wilks, designer-chefe na Rover Company, em sua fazenda em Newborough, Anglesey. Diz-se que ele foi inspirado por um Jeep americano da Segunda Guerra Mundial que ele usou em um verão na sua casa de campo no País de Gales. O primeiro protótipo de Land Rover, depois apelidado de "Centre Steer" (volante central), foi construído sobre chassis e eixos de um Jeep.
A escolha inicial de cor foi ditada pelo excedente de tinta utilizada nos cockpits de aeronaves. Dessa forma, os primeiros veículos vieram somente em vários tons de verde claro; todos os modelos até recentemente dispõem de chassis com armação em estrutura quadrada.
Os primeiros veículos, como a Serie I, foram testados em campo em Long Bennington e projetados para terem manutenção simples; As propagandas para os Land Rovers citam veículos dirigidos por milhares de quilômetros utilizando óleo de banana. Agora, com requisitos de manutenção mais complexos, isso não é mais uma opção. O exército britânico tem em uso versões com o motor mecanicamente mais simples 300 TDi 2,5 litros 4 cilindros em vez do 2,5 litros 5 cilindros TD5 controlado eletronicamente para manter a facilidade de manutenção. Esse motor também continuou em uso em alguns mercados utilizando unidades montadas na fábrica da Ford no Brasil, onde Land Rovers foram fabricados sob licença e o motor também foi usado em pick-ups Ford produzidas localmente. A produção do motor TDi no Reino Unido cessou em 2006, com o fim da oferta desse motor pela Land Rover. A International Motors do Brasil oferece um motor chamado 2.8 TGV Power Torque, que é essencialmente uma versão 2,8 litros do 300TDi, com aumento de potência e torque.
Enquanto propriedade da Ford, a Land Rover se associou à Jaguar - a primeira vez que as duas empresas estiveram sob um mesmo conglomerado desde a era British Leyland, sendo adquiridas em 2008 pela indiana Tata Motors. Em muitos países, elas compartilharam uma rede de distribuição e vendas comum (incluindo concessionárias compartilhadas), e alguns modelos dividiram componentes e instalações de produção.

## Marcos históricos

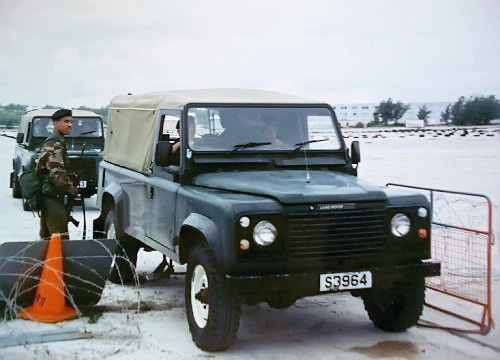
Um Land Rover militar

- 1948 O Land Rover, desenhado pelos irmãos Wilks é construído pela Rover.
- 1967 A Rover é adquirida pela Leyland Motors Ltd, que mais tarde passaria a ser denominada  British Leyland
- 1970 É apresentado o Range Rover.
- 1975 A British Leyland abre falência e é adquirida pelo estado. Um estudo económico da Ryder Report recomenda que a Land Rover seja separada da Rover e que seja criada uma nova empresa autónoma.
- 1980 A fábrica de Solihull passa a ser dedicada exclusivamente ao fabrico de veículos Land Rover. É lançado o Range Rover de 5 portas.
- 1987 O Range Rover é introduzido no mercado norte-americano.
- 1988 A British Leyland, agora denominada Rover Group, é privatizada e torna-se parte da British Aerospace.
- 1989 É lançado o modelo Discovery (Disco I, para os entusiastas).
- 1994 O grupo Rover é adquirido pela BMW. É apresentada a segunda geração do Range Rover.
- 1998 É apresentado o modelo Freelander.
- 1998 Em outubro a Land Rover inaugurou uma linha de montagem dos modelos Defender no Brasil em são Bernardo do Campo, São Paulo.
- 1999 É apresentada a segunda geração do Discovery (Disco II).
- 2000 A BMW desfaz o grupo Rover, ficando com a Mini, cedendo a MG e a Rover ao consórcio inglês Phoenix Venture Holdings e vendendo a Land Rover à Ford.
- 2002 É apresentada a terceira geração do Range Rover.
- 2005 É apresentada a terceira geração do Discovery/LR3.
- 2005 É apresentado o Range Rover Sport.
- 2005 Adopção do motor Jaguar AJ-V8 para substituição do BMW M62 V8 na linha Range Rover.
- 2005 a Land Rover encerrou a produção brasileira do modelo Defender.
- 2008 A Land Rover é adquirida pela Tata Motors, junto com a Jaguar. Assim, o Grupo Ford fica com as empresas Mazda, Lincoln Motor Company, Troller e Mercury.
- 2016 Inaugurada no Brasil na cidade de Itatiaia, estado do Rio de Janeiro a primeira fábrica da Land Rover fora da Inglaterra. Fabricando os modelos Evoque e Discovery Sport.
- 2018 A Fábrica da Jaguar Land Rover localizada no Brasil, na cidade de Itatiaia, estado do Rio de Janeiro deixa de fabricar o modelo Evoque, ficando então apenas com a produção do novo Discovery Sport.

## Modelos

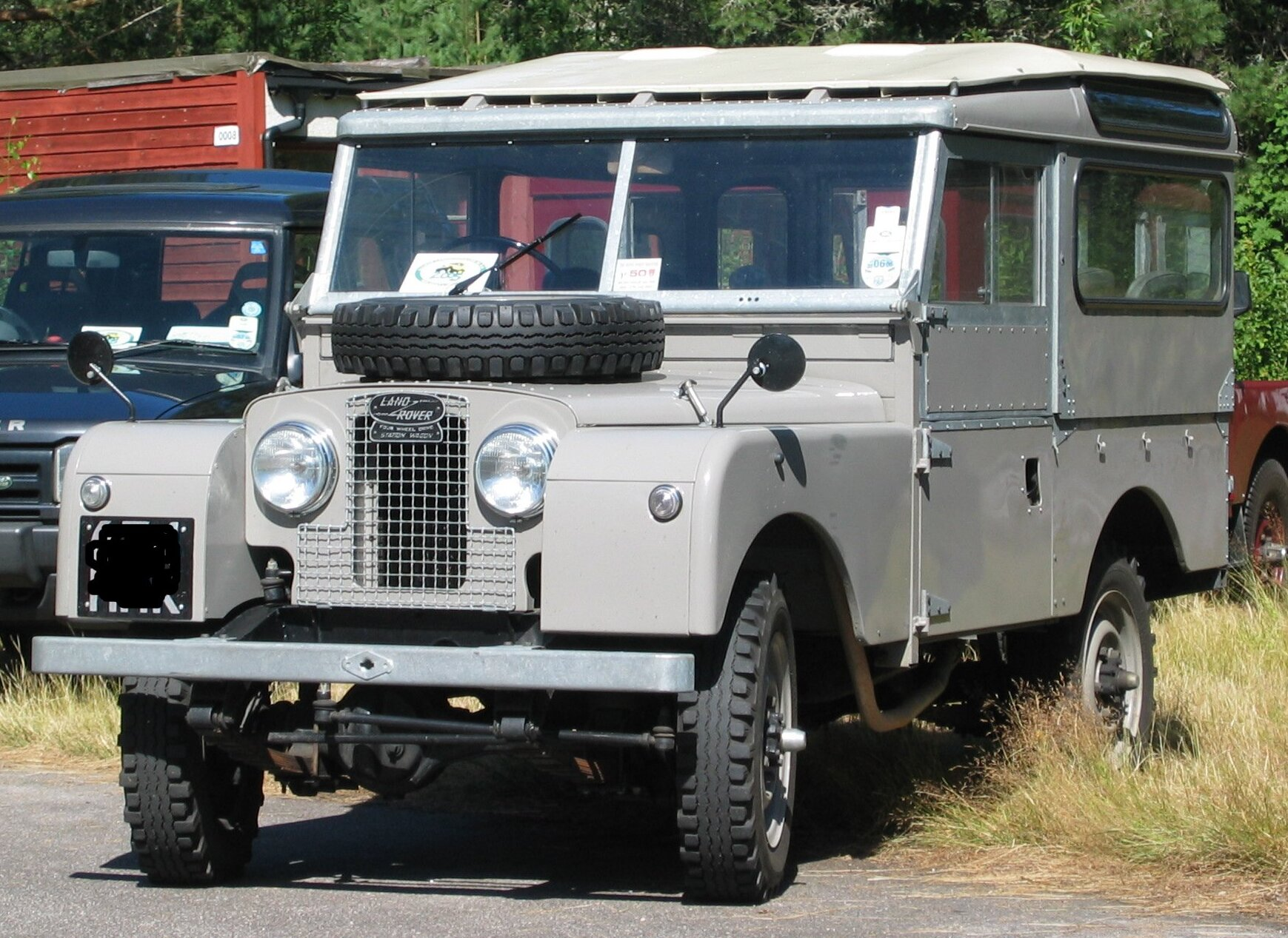
Land Rover Series I

- Series I, II e III - (produzido de 1948 a 1984)
- Defender - (produzido desde 1983)
- Freelander - (produzido de 1998 a 2014)
- Discovery - (produzido desde 1991)
- Range Rover - (produzido desde 1970)
- Range Rover Sport - (produzido desde 2005)
- Range Rover Evoque - (produzido desde 2011)
- Discovery Sport - (produzido desde 2015)
- Range Rover Velar - (produzido desde 2017)

## Recalls no Brasil
| Data de anúncio        | Problema | Modelos afetados                                                       | Causa           | Solução                                                                              |
| ---------------------- | --- | ---------------------------------------------------------------------- | --------------- | ------------------------------------------------------------------------------------ |
| 20 de outubro de 2014  | Possibilidade de um vazamento de óleo na extremidade da carcaça do eixo dianteiro levar, em casos extremos, ao desprendimento da roda do veículo | Land Rover Defender 130 (chassi SALLDKVS8BA400019 a SALLDKWS8BA825943) | Erro de projeto | Substituição do componente                                                           |
| 12 de dezembro de 2014 | Possibilidade de um vazamento de óleo na extremidade da carcaça do eixo dianteiro levar, em casos extremos, ao desprendimento da roda do veículo | Land Rover Defender 110 (chassi SALLDHMS8BA401239 a SALLDHMS8BA825930) | Erro de projeto | Instalação de suporte de reforço suplementar nas duas extremidades do eixo dianteiro |